# Thea LaFond
Thea LaFond, född 5 april 1994, är en friidrottare från Dominica som tävlar i tresteg.

## Karriär
Vid inomhusvärldsmästerskapen i friidrott 2024 tog hon guld i tresteg. i OS 2024 tog hon guld i samma gren.